# ATC P03 – Ektoparazita-ellenes szerek (rühellenes szerek, inszekticidek, repellensek)
Az ATC P03 – Ektoparazita-ellenes szerek (rühellenes szerek, inszekticidek, repellensek) a gyógyszerek anatómiai, gyógyászati és kémiai osztályozási rendszerének (ATC) egyik alcsoportja.
| ATC P   | Parazitaellenes készítmények, féregűzők és repellensek                      |
| ------- | --------------------------------------------------------------------------- |
| ATC P01 | Protozoon-ellenes szerek                                                    |
| ATC P02 | Féregűzőszerek                                                              |
| ATC P03 | Ektoparazita-ellenes szerek (rühellenes szerek, inszekticidek, repellensek) |

## P03A Ektoparazita-ellenes szerek, beleértve a rühellenes szereket

### P03AAKéntartalmútermékek
| ATC     | Magyar                    | INN                       | Gyógyszerkönyv |
| ------- | ------------------------- | ------------------------- | -------------- |
| P03AA01 | Dixantogén                | Dixanthogen               |                |
| P03AA02 | Nátrium-poliszulfid       | Sodium polysulfide        |                |
| P03AA03 | Meszulfén                 | Mesulfen                  |                |
| P03AA04 | Diszulfirám               | Disulfiram                | Disulfiramum   |
| P03AA05 | Tirám                     | Thiram                    |                |
| P03AA54 | Diszulfirám kombinációban | Diszulfirám kombinációban |                |

### P03ABKlórtartalmútermékek
| ATC     | Magyar                   | INN                      | Gyógyszerkönyv |
| ------- | ------------------------ | ------------------------ | -------------- |
| P03AB01 | Klofenotán               | Clofenotane              |                |
| P03AB02 | Lindán                   | Lindane                  |                |
| P03AB51 | Klofenotán kombinációban | Klofenotán kombinációban |                |

### P03ACPiretrinek, beleértve a szintetikus vegyületeket
| ATC     | Magyar                     | INN                        | Gyógyszerkönyv |
| ------- | -------------------------- | -------------------------- | -------------- |
| P03AC01 | Piretrum                   | Pyrethrum                  |                |
| P03AC02 | Bioalletrin                | Bioallethrin               |                |
| P03AC03 | Fenotrin                   | Phenothrin                 |                |
| P03AC04 | Permetrin                  | Permethrin                 |                |
| P03AC51 | Piretrum kombinációban     | Piretrum kombinációban     |                |
| P03AC52 | Bioallethrin kombinációban | Bioallethrin kombinációban |                |
| P03AC53 | Phenothrin kombinációban   | Phenothrin kombinációban   |                |
| P03AC54 | Permethrin kombinációban   | Permethrin kombinációban   |                |

### P03AX Egyéb ektoparazita-ellenes szerek, beleértve a rühellenes szereket
| ATC     | Magyar         | INN             | Gyógyszerkönyv |
| ------- | -------------- | --------------- | -------------- |
| P03AX01 | Benzil-benzoát | Benzyl benzoate |                |
| P03AX02 | Réz-oleinát    | Copper oleinate |                |
| P03AX03 | Malation       | Malathion       | Malathion      |
| P03AX04 | Quassia        | Quassia         |                |
| P03AX05 | Dimetikon      | Dimeticone      | Dimeticonum    |

## P03B Inszekticidek és repellensek

### P03BAPiretrinek
| ATC     | Magyar      | INN          | Gyógyszerkönyv |
| ------- | ----------- | ------------ | -------------- |
| P03BA01 | Ciflutrin   | Cyfluthrin   |                |
| P03BA02 | Cipermetrin | Cypermethrin |                |
| P03BA03 | Dekametrin  | Decamethrin  |                |
| P03BA04 | Tetrametrin | Tetramethrin |                |

### P03BX Egyéb inszekticidek és repellensek
| ATC     | Magyar           | INN               | Gyógyszerkönyv |
| ------- | ---------------- | ----------------- | -------------- |
| P03BX01 | Dietiltoluamid   | Diethyltoluamide  |                |
| P03BX02 | Dimetilftalát    | Dimethylphthalate |                |
| P03BX03 | Dibutilftalát    | Dibutylphthalate  |                |
| P03BX04 | Dibutilszukcinát | Dibutylsuccinate  |                |
| P03BX05 | Dimetilkarbát    | Dimethylcarbate   |                |
| P03BX06 | Etohexadiol      | Etohexadiol       |                |